# Lars Traber
Lars Mika Traber (* 12. Juni 2000 in Rorschach) ist ein liechtensteinisch-schweizerischer Fussballspieler.

## Karriere

### Verein
Traber begann seine Laufbahn beim FC Romanshorn. Später wechselte er zum FC St. Gallen. Im Oktober 2017 kam er erstmals für die zweite Mannschaft in der viertklassigen 1. Liga zum Einsatz. Bis Saisonende folgte ein weiterer Ligaeinsatz für die Reserve. In der folgenden Spielzeit 2018/19 spielte er 19-mal in der 1. Liga und erzielte dabei drei Tore. Im Sommer 2019 wechselte er in die Challenge League zum FC Wil. In Wil konnte er sich nicht durchsetzen und absolvierte lediglich neun Partien in der zweithöchsten Schweizer Spielklasse. Zudem kam der Innenverteidiger zweimal für die Reserve in der fünftklassigen 2. Liga interregional zum Einsatz und schoss dabei ein Tor. Im Sommer 2020 schloss er sich dem Drittligisten SC Brühl St. Gallen an. Bei den St. Gallern war er Stammspieler und absolvierte in seiner Debütsaison 18 Spiele in der Promotion League. In der Spielzeit 2021/22 wurde er 29-mal in der Liga eingesetzt und erzielte zwei Tore. Im Sommer 2022 wechselte er nach Liechtenstein zum in der Challenge League spielenden FC Vaduz.

### Nationalmannschaft
Traber spielte im März 2019 einmal für die Schweizer U-19-Auswahl. Anfang März 2022 erhielt er die liechtensteinische Staatsbürgerschaft. Daraufhin gab er am 25. März 2022 bei der 0:6-Niederlage im Freundschaftsspiel gegen Kap Verde sein Debüt für die liechtensteinische A-Nationalmannschaft.